# Чемпионат Литвы по футболу 2001
А Лига 2001 (лит. A Lyga 2001) — 13-й сезон чемпионата Литвы по футболу со времени восстановления независимости Литвы в 1990 году. Он начался 1 апреля и закончился 11 ноября 2001 года.
По итогам прошлого сезона из I лиги в А Лигу вышли «Ветра» и «Гележинис Вилкас». Вместо «Кареды» (до 1999 года представляла город Шяуляй, а в 2000 году переехала в Каунас) появился «Сакалас» (вместо «Клеваса»). «Банга» и «Полония» покинули элитный дивизион. В турнире стартовали 10 клубов, которые сыграли в 4 круга по системе «каждый с каждым».
Чемпион получил право стартовать в первом квалификационном раунде Лиги чемпионов, а клуб, занявший второе место, — в первом отборочном раунде Кубка УЕФА. Команда, занявшая третье место, участвовала в Кубке Интертото с первого раунда.

## Турнирная таблица
| М  | Команда          | И  | В  | Н  | П  | Мячи    | ±   | О  | Примечания                                        |
| -- | ---------------- | -- | -- | -- | -- | ------- | --- | -- | ------------------------------------------------- |
| 1  | ФБК Каунас       | 36 | 26 | 7  | 3  | 76 − 13 | +63 | 85 | 1-й квалификационный раунд Лиги чемпионов 2002/03 |
| 2  | Атлантас         | 36 | 19 | 12 | 5  | 66 − 29 | +37 | 69 | Предварительный раунд Кубка УЕФА 2002/03          |
| 3  | Жальгирис        | 36 | 20 | 9  | 7  | 64 − 39 | +25 | 69 | Первый раунд Кубка Интертото 2002                 |
| 4  | Экранас          | 36 | 15 | 10 | 11 | 58 − 38 | +20 | 55 |                                                   |
| 5  | Инкарас          | 36 | 11 | 12 | 13 | 50 − 44 | +6  | 45 |                                                   |
| 6  | Гележинис Вилкас | 36 | 10 | 6  | 20 | 42 − 69 | −27 | 36 |                                                   |
| 7  | Невежис          | 36 | 8  | 11 | 17 | 33 − 54 | −21 | 35 |                                                   |
| 8  | Сакалас          | 36 | 7  | 13 | 16 | 32 − 61 | −29 | 34 |                                                   |
| 9  | Ветра            | 36 | 7  | 11 | 18 | 32 − 57 | −25 | 32 | Вылет в Первую лигу 2002                          |
| 10 | Дайнава          | 36 | 7  | 9  | 20 | 34 − 83 | −49 | 30 | Вылет в Первую лигу 2002                          |

И — игры, В — выигрыши, Н — ничьи, П — проигрыши, Мячи — забитые и пропущенные голы, ± — разница голов, О — очки